# Formula One 05
Formula One 05 – gra z serii Formula One, gier produkowanych przez Sony Computer Entertainment. Gra miała premierę 29 czerwca 2005 roku.

## Rozgrywka
Formula One 05 to realistyczna symulacja mistrzostw świata Formuły 1. W grze stworzono interaktywny pit-stop. Przed i po wyścigu dziennikarze relacjonują wyścig oraz przeprowadzają wywiady z kierowcami. Tryb kariery został zmodyfikowany, gracz krok po kroku musi walczyć by być jak najwyżej w rankingu wirtualnych zawodników. Do gry wprowadzono wiele usprawnień, mają one ułatwić rozgrywkę graczom początkującym. W grze zawarto centrum informacyjne – zawiera ono wyjaśnienia niektórych pojęć, fakty historyczne oraz inne dane związane z Formułą 1. Pracownicy firmy dobrze opracowali model zniszczeń oraz jazdy. Gra została prawidłowo zoptymalizowana a efekty audio-wizualne zostały ulepszone. Po raz pierwszy w grze serii Formula One wprowadzono opcję gry wieloosobowej przez internet za pomocą urządzenia Network Adapter.

## Odbiór gry
Gra przez polski serwis Gry-Online została uznana za jedną z najlepszych i bardzo realistycznych gier symulujących mistrzostwa Formuły 1.